# VV Heerenveen in het seizoen 1963/64
Het seizoen 1963/1964 was het 10e jaar in het bestaan van de Heerenveense betaaldvoetbalclub Heerenveen. De club kwam uit in de Tweede divisie A en eindigde daarin op de vierde plaats. Tevens deed de club mee aan het toernooi om de KNVB beker, hierin werd in de eerste ronde,a na verlenging, verloren van Ajax (2–3).

## Wedstrijdstatistieken

### Tweede divisie A
|       | Alkmaar '54 | Be Quick | EDO   | 't Gooi | Haarlem | Hilversum | HVC   | KFC   | Leeuwarden | PEC   | RCH   | Tubantia | ZFC   | Zwartemeer | Zwolsche Boys |
| ----- | ----------- | -------- | ----- | ------- | ------- | --------- | ----- | ----- | ---------- | ----- | ----- | -------- | ----- | ---------- | ------------- |
| Thuis | 1 – 4       | 5 – 1    | 0 – 4 | 1 – 2   | 1 – 0   | 3 – 0     | 1 – 1 | 2 – 1 | 1 – 1      | 5 – 1 | 1 – 0 | 1 – 1    | 1 – 1 | 2 – 0      | 5 – 0         |
| Uit   | 2 – 0       | 0 – 3    | 2 – 2 | 1 – 0   | 2 – 3   | 1 – 1     | 2 – 3 | 1 – 3 | 1 – 1      | 1 – 2 | 3 – 0 | 0 – 3    | 0 – 1 | 4 – 1      | 2 – 0         |

### KNVB Beker
| 1e ronde                                              | Heerenveen                       | 2 – 3 (2 – 2, 0 – 2) Na verlenging | Ajax                                 |
| 29 september 1963 Plaats: Heerenveen J.H. Kruisstraat | Tjeerd Krist 57' Jan Prummel 83' |                                    | 11', 103' Cees Groot 28' Piet Keizer |

## Statistieken Heerenveen 1963/1964

### Eindstand Heerenveen in de Nederlandse Tweede divisie A 1963 / 1964
| Stand | Gespeeld | Gewonnen | Gelijk | Verloren | Punten | Doelpunten voor | Doelpunten tegen |
| ----- | -------- | -------- | ------ | -------- | ------ | --------------- | ---------------- |
| 4e    | 30       | 15       | 7      | 8        | 37     | 53              | 39               |

### Topscorers
| #                | Naam                    | Goal |
| ---------------- | ----------------------- | ---- |
| 1.               | Sicco Kuiper            | 9    |
| 2.               | Roel Huitema            | 8    |
| 2.               | Tjeerd Krist            | 8    |
| 4.               | Grietus de Vries        | 7    |
| 5.               | Henk Hainje             | 5    |
| 5.               | Henk Klunder            | 5    |
| 7.               | Theo Kussendrager       | 2    |
| 7.               | Willy Rozeboom          | 2    |
| 7.               | Hans Zwart              | 2    |
| 10.              | Klaas Oosterhof         | 1    |
| 10.              | Leo de Vroet            | 1    |
| Eigen doelpunten |                         |      |
| –                | Adri Jansen (PEC)       | 1    |
| –                | Cees Molenaar (KFC)     | 1    |
| –                | Geert Sannes (Be Quick) | 1    |
| Totaal           | Totaal                  | 53   |

| #      | Naam         | Goal |
| ------ | ------------ | ---- |
| 1.     | Tjeerd Krist | 1    |
| 1.     | Jan Prummel  | 1    |
| Totaal | Totaal       | 2    |